# Euptera ginettae
Euptera ginettae es una especie de Lepidoptera de la familia Nymphalidae, subfamilia Limenitidinae, tribu Adoliadini.

## Localización
Se distribuye por la República Democrática del Congo (África).